# Smile (álbum de Katy Perry)
Smile é o sexto álbum de estúdio da cantora e compositora norte-americana Katy Perry, lançado em 28 de agosto de 2020 através da Capitol Records, três anos depois do seu antecessor Witness (2017). Perry trabalhou com uma diversidade de produtores no álbum, incluindo Josh Abraham, Carolina Liar, The Daylights, G Koop, Andrew Goldstein, Oligee, Oscar Görres, Oscar Holter, Ilya, Ian Kirkpatrick, The Monsters & Strangerz, Charlie Puth, Stargate e Zedd. Ela descreveu o álbum como sua "jornada em direção à luz, com histórias de resiliência, esperança e amor". Musicalmente um álbum pop, Smile promove temas como autoajuda e empoderamento.
O álbum foi procedido por um single: "Daisies", esse primeiro single, foi lançado em 15 de maio de 2020 e atingiu a posição #40 na Billboard Hot 100 (EUA); e o  promo single seguinte, "Smile", foi lançado em 10 de julho de 2020. Smile também inclui os lançamentos autônomos de Perry de 2019 "Never Really Over" e "Harleys in Hawaii". Após seu lançamento, Smile recebeu opiniões variadas dos críticos contemporâneos, com alguns elogiando a imagem madura de Perry, e outros criticando a produção maçante e composições clichês. 
Na Billboard 200 (EUA), Smile estreou na quinta posição, vendendo 50.000 unidades na primeira semana, tornando-se o quinto álbum de Perry top 10 nos Estados Unidos. O álbum também atingiu o top 5 nas paradas da Austrália, Canadá, Nova Zelândia, Escócia, Espanha, e o Reino Unido, o top 10 na Irlanda e Itália, e o top 20 na Finlândia, Alemanha e nos Países Baixos. Atualmente o álbum conta com 1.4 Bilhões de streams no Spotify e 2.4 milhões de unidades vendidas mundialmente.

## Antecedentes e lançamento
Smile foi concebido após Perry passar por um período de depressão, crítica do público, rompimento com o seu então namorado e atual noivo Orlando Bloom e sua gravidez. Em março de 2018, Ian Kirkpatrick anunciou que havia trabalhado com Perry em novas músicas. Em entrevista ao The Fader, ele declarou: "Nós fizemos alguns dias e ela é incrível". Ele afirmou ainda que trabalhar com Perry era "alguém que eu queria trabalhar com toda a minha vida, e ela era literalmente a pessoa mais normal, sem ego". Em junho do mesmo ano, Perry foi visto trabalhando com Max Martin em sua terra natal, na Suécia. Em março de 2020, Ryan Tedder revelou, em uma entrevista para a Official Charts Company, estar trabalhando com Perry em um novo material musical para o álbum. Revelando também em como Perry está "num estado de espírito muito bom. Eu tive apenas uma canção presente no corte final do álbum e estou muito apaixonado."
Perry também anunciou suas intenções de lançar "muitas" novas músicas durante os meses de verão do mesmo ano. Em maio do mesmo ano, ela anunciou "Daisies" como o primeiro single do álbum. No mesmo mês, a Amazon Alexa anunciou a data de lançamento do álbum em 14 de agosto de 2020. Em uma entrevista em junho de 2020 com a Billboard, Perry falou sobre uma nova música, intitulada "Teary Eyes". Mais tarde, ela confirmou em uma entrevista em julho de 2020 que "Never Really Over" estaria no álbum. No mesmo mês, o título do álbum foi confirmado como Smile, assim como uma das faixas.
O álbum também obtém uma versão lançada em disco de vinil, juntamente com um disco-imagem, uma fita cassete, uma edição de luxo especial limitada do CD, com uma capa lenticular, e uma edição intitulada "Fan Edition", este último disponível apenas na loja oficial do website de Perry, e na loja da Universal Music Group da República Tcheca. Em 2 de agosto, uma venda rápida foi colocada online no website de Perry por cinco dias. Esta venda apresenta cinco capas alternativas limitadas para a edição padrão do álbum, que só poderia ser adquirida durante essa pré-venda. Em 27 de julho, Perry anunciou nas redes sociais que a data de lançamento do álbum havia sido adiada para 28 de agosto devido a "inevitáveis atrasos na produção".

## Conceito e capa
Perry explicou que o álbum é sobre "encontrar a luz no fim do túnel" e recuperar o seu sorriso. Isso vem de um lugar em que Perry caiu depois que sua carreira e seu relacionamento atingiram um ponto baixo em 2017. Ela lutou contra a depressão e pensamentos suicidas, mas diz que a gratidão foi o que salvou sua vida. Perry mais tarde também definiu o álbum como sua "jornada em direção à luz, com histórias de resiliência, esperança e amor".
A revelação da arte da capa do álbum foi um concurso no Twitter para estourar balões colocando a hashtag #KP5Reveal no trending topics. A capa mostra Perry vestida de palhaço com uma expressão triste/entediada, enquanto a palavra "SMILE" (sorriso, na tradução literal) está escrita na metade inferior da capa do álbum. Em agosto, Perry divulgou uma coleção de capas alternativas para edições limitadas e para o vinil do álbum. Cinco artes diferentes foram colocadas em pré-venda por um período de 5 dias.

## Promoção esingles

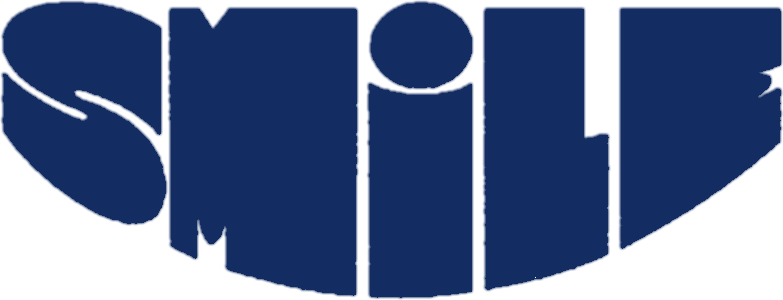
This is a re-elaboration of the logo of Katy Perry's album Smile (2020). It was created by the uploader of this file.

Durante o ano de 2019 e início de 2020, Perry lançou quatro singles autônomos, originalmente intencionadas em não estar presentes em nenhum álbum.
"Never Really Over", lançado em 31 de maio de 2019, foi anunciada como faixa do Smile em junho de 2020. "Harleys in Hawaii", lançado em outubro de 2019, foi revelada na lista de faixas da edição padrão do álbum após a disponibilidade do mesmo para pré-venda. "Small Talk", lançada em 9 de agosto de 2019 e "Never Worn White", lançada em 5 de março de 2020 não fazem parte da edição padrão do álbum, porém foram aproveitadas como faixas da edição do fã.
"Daisies" foi lançado em 15 de maio de 2020 como o primeiro single, juntamente com seu videoclipe. A canção estreou na posição de número 40 na Billboard Hot 100 (EUA). A faixa-título foi lançada como segundo single em 10 de julho de 2020, juntamente com a pré-venda do álbum. "Not the End of the World" foi selecionada como terceiro single e seu lançamento ocorreu em 21 de dezembro de 2020.
Perry lançou a canção "What Makes a Woman" como single promocional do álbum em 20 de agosto de 2020 nas plataformas de streaming e no dia seguinte nas rádios australianas. Ela também lançou uma versão acústica da canção exclusivamente na sua página no Vevo. Em junho, Perry afirmou que "What Makes a Woman" é dedicada à sua filha biológica: "Minha esperança para minha filha é que seus sonhos e aspirações nunca terão limites, e que ela possa mudar de ideia sempre que ouvir. Você pode tentar o que quiser encontrar o seu caminho. É por isso que eu acho que essa música é importante para mim e para ela".
A artista se apresentou com a canção "Only Love" juntamente com Darius Rucker no American Music Awards de 2020 em 22 de novembro, sendo esta a sua primeira performance depois de seu primeiro filho, Daisy Dove Bloom, nascer.

## Análise da crítica
| Críticas profissionais    | Críticas profissionais |
| Pontuações agregadas      | Pontuações agregadas   |
| Fonte                     | Avaliação              |
| ------------------------- | ---------------------- |
| AnyDecentMusic?           | 5.3/10                 |
| Metacritic                | 58/100                 |
| Avaliações da crítica     |                        |
| Fonte                     | Avaliação              |
| The A.V. Club             | B–                     |
| Clash                     | 2/10                   |
| The Daily Telegraph       | [ 5 ]                  |
| Entertainment Weekly      | B–                     |
| i                         | [ 40 ]                 |
| The Independent           | [ 41 ]                 |
| The Irish Times           | [ 42 ]                 |
| NME                       | [ 43 ]                 |
| Pitchfork                 | 5.7/10                 |
| The Sydney Morning Herald | [ 45 ]                 |

Em geral, Smile recebeu críticas variadas dos críticos de música. No Metacritic, que atribui uma classificação normalizada de 100 a críticas de publicações populares, o álbum recebeu uma pontuação média de 58, com base em 18 críticas, que indica "avaliações geralmente favoráveis". Album of the Year coletou 21 críticas e calculou uma média de 57 pontos de 100, enquanto o agregador AnyDecentMusic? deu ao álbum uma pontuação de 5.3 de 10, com base em sua avaliação do consenso crítico.
Lindsay Zolandz do The New York Times acha que Smile tenta adicionar brilho à escuridão com uma leveza que faltou em seu antecessor Witness (2017). Mark Kennedy do Chicago Tribune considera o álbum um "corretivo" que define Perry de volta do puro pop, e etiquetou a maior parte do álbum "um pouco chato" devido ao seu tom apologético. Joe Muggs do jornal i elogiou a produção do álbum e o amadurecimento de Perry como uma popstar, mas desvalorizou o conteúdo lírico como "exageradamente uma redenção de autoajuda". Escrevendo para o The Daily Telegraph, Kate Solomon observou que Smile parece "tão sério que se perde num território digno de vergonha", mas exibe os traços mais fortes de Perry na música: "batidas efervescentes e ganchos enormes".
O escritor Patrick Ryan do USA Today opinou que Smile exala uma alegria recém encontrada, com algumas das canções mais despreocupadas da carreira da cantora; no entanto, ele criticou o empoderamento próprio da cantora como clichê, adicionando que Perry dá aos seus ouvintes um déjà vu ao invés de buscar uma nova direção musical. Leah Greenblatt do Entertainment Weekly descreveu o som do álbum muito familiar, sem muita diferença dos lançamentos antigos da cantora. Craig Jenkins da Vulture opinou que Smile é líricamente fraco, mas num geral é superior ao Witness, e nomeou os singles como as melhores faixas. Alexa Camp da Slant Magazine escreveu que Perry evitar tentar novas sonoridades por optar em sair da "sua comodidade". Kish Lal do The Sydney Morning Herald declaro que Smile está desmoronado mesmo na honestidade dos assuntos tratados. Louise Bruton do The Irish Times afirmou que o álbum possui melodias perfeitas, mas citou as composições como uma desvantagem.
Em análises desfavoráveis, Dani Blum da Pitchfork apelidou Smile como um clichê previsível, pop com vulgaridades confusas, que também é inadequado para a pandemia. Alex McLevy da The A.V. Club opinou que Perry está "lutando para ser levada a sério" e que Smile a impediu de evoluir, ao invés de pretender demonstrar o lado "real" da cantora. Chris DeVille do Stereogum denominou o álbum como monótono e sem aventura, destacando a falta de composição memorável, enquanto Helen Brown do The Independent chamou o álbum de esquecível e mostra a cantora recorrendo ao básico. Hannah Mylrea da NME que o álbum contém imitacões sem brilho e preenchimentos desnecessários, desprovido dos ganchos cativantes e dísticos dos trabalhos anteriores de Perry. Escrevendo para a Clash, Joe Rivers depreciou Smile, especificando sua produção antiquada e falta de elementos coerentes.

## Lista de faixas
Lista de faixas adaptadas da Apple Music.
| Smile – Edição padrão |                            | |                                             |         |  |
| N.º                   | Título                     | Compositor(es) | Produtor(es)                                | Duração |  |
| 1.                    | "Never Really Over"        | Katy Perry Anton Zaslavski Michelle Buzz Jason Gill Dagny Farrago Hayley Warner Leah Haywood Daniel James                        | Zedd Dreamlab                               | 3:43    |  |
| 2.                    | "Cry About It Later"       | Perry Alexandra Yatchenko Jonnali Parmenius Oscar Holter                                                                         | Holter                                      | 3:09    |  |
| 3.                    | "Teary Eyes"               | Perry Michael Pollack Madison Love Jacob Kasher Hindlin Andrew Goldstein                                                         | FRND OzGo                                   | 3:02    |  |
| 4.                    | "Daisies"                  | Perry Jonathan Bellion Jacob Kasher Hindlin Michael Pollack Jordan K. Johnson Stefan Johnson                                     | The Monsters & Strangerz [a] Gian Stone [b] | 2:54    |  |
| 5.                    | "Resilient"                | Perry Ferras Alqaisi Mikkel S. Eriksen Tor Erik Hermansen                                                                        | Stargate                                    | 3:07    |  |
| 6.                    | "Not the End of the World" | Perry Pollack Love Hindlin Goldstein                                                                                             | FRND                                        | 2:58    |  |
| 7.                    | "Smile"                    | Perry Josh Abraham Anthony Criss Benny Golson Brittany "Starrah" Hazzard Ferras Alqaisi Kier Gist Oliver Goldstein Vincent Brown | Abraham Oligee G Koop [c]                   | 2:46    |  |
| 8.                    | "Champagne Problems"       | Perry Hindlin John Ryan Johan Carlsson Ian Kirkpatrick                                                                           | Kirkpatrick                                 | 3:16    |  |
| 9.                    | "Tucked"                   | Perry Alqaisi Hindlin Ryan Carlsson                                                                                              | Carlsson                                    | 3:17    |  |
| 10.                   | "Harleys in Hawaii"        | Perry Johan Carlsson Charlie Puth Hindlin                                                                                        | Puth Carlsson Peter Karlsson [b]            | 3:05    |  |
| 11.                   | "Only Love"                | Perry Sophie Cooke Andrew Jackson                                                                                                | John DeBold                                 | 3:18    |  |
| 12.                   | "What Makes a Woman"       | Perry Sarah Hudson Hindlin Ryan Carlsson                                                                                         | Carlsson Elvia Anderfjard [c] Karlsson [b]  | 2:11    |  |
| Duração total:        | Duração total:             | Duração total: | Duração total:                              | 36:36   |  |

| Smile – Edição do fã |                                     |                                               |                                                           |         |  |
| N.º                  | Título                              | Compositor(es)                                | Produtor(es)                                              | Duração |  |
| 13.                  | "Small Talk"                        | Perry Puth Hindlin Carlsson                   | Puth Carlsson                                             | 2:41    |  |
| 14.                  | "Never Worn White"                  | Perry John Ryan Hindlin Carlsson              | Carlsson                                                  | 3:45    |  |
| 15.                  | "Daisies" (acústica)                | Perry Bellion Hindlin Pollack Johnson Johnson | Pierre-Luc Rioux (violão) Stone [b]                       | 3:05    |  |
| 16.                  | "Daisies" (Remix de Oliver Heldens) | Perry Bellion Hindlin Pollack Johnson Johnson | The Monsters & Strangerz [a] Stone [b] Oliver Heldens [d] | 3:35    |  |
| Duração total:       | Duração total:                      | Duração total:                                | Duração total:                                            | 49:42   |  |

| Faixas bônus da Target |                       |                   |                  |         |  |
| N.º                    | Título                | Compositor(es)    | Produtor(es)     | Duração |  |
| 13.                    | "Message from Katy"   |                   |                  | 3:28    |  |
| 14.                    | "High on Your Supply" | Perry Ryan Tedder | Ilya Salmanzadeh | 3:57    |  |

| Faixas bônus da edição japonesa |                                     |                                               |                                                           |         |  |
| N.º                             | Título                              | Compositor(es)                                | Produtor(es)                                              | Duração |  |
| 13.                             | "Message from Katy"                 |                                               |                                                           | 3:28    |  |
| 14.                             | "High on Your Supply"               | Perry Tedder                                  | Salmanzadeh                                               | 3:57    |  |
| 15.                             | "Small Talk"                        | Perry Puth Hindlin Carlsson                   | Puth Carlsson                                             | 2:41    |  |
| 16.                             | "Never Worn White"                  | Perry John Ryan Hindlin Carlsson              | Carlsson                                                  | 3:45    |  |
| 17.                             | "Daisies" (acústica)                | Perry Bellion Hindlin Pollack Johnson Johnson | Pierre-Luc Rioux (violão) Stone [b]                       | 3:05    |  |
| 18.                             | "Daisies" (Remix de Oliver Heldens) | Perry Bellion Hindlin Pollack Johnson Johnson | The Monsters & Strangerz [a] Stone [b] Oliver Heldens [d] | 3:35    |  |

Notas e samples
- ↑[a]  denota produtores que também são creditados pela produção de vocais nessa faixa
- ↑[b]  denota produtores que são creditados apenas pela produção de vocais nessa faixa
- ↑[c]  denota produtores adicionais ou produção adicional
- ↑[d]  denota a produção de remix
- "Never Really Over" contém interpolações de "Love You Like That", escrito por Dagny Sandvik, Jason Gill e Michelle Buzz.
- "Not the End of the World" contém elementos de "Na Na Hey Hey Kiss Him Goodbye", escrito por Paul Leka, Gary DeCarlo e Dale Frashuer.
- "Smile" contém amostras de "Jamboree", escrito por Anthony Criss, Vincent Brown e Kier Gist.
- Em algumas prensagens da edição do vinil do álbum, "Smile" apresenta uma versão alternativa da canção com a participação de Diddy, com composição adicional de Sean Combs e Cordae Dunston.[54]

## Créditos
Créditos adaptados do encarte do álbum.

### Estúdios
Principais locais de gravação
- Studios 301 (Sydney, Austrália) - gravação (faixa 1)
- Westlake Recording Studios (Los Angeles, Califórnia) - gravação, assistente de engenharia (1)
- Unsub Studios (Los Angeles, Califórnia) - gravação (1, 3, 4, 6, 10)
- MXM Studios (Los Angeles, Califórnia) - gravação (2, 8–10, 12, 14) & (Estocolmo, Suécia) - gravação (2, 10)
- House Mouse Studios (Estocolmo, Suécia) - gravação (2, 3, 6, 12)
- Secret Garden Studios (Santa Bárbara, Califórnia) - gravação (2, 8)
- Orange Grove Studio (Hollywood, Califórnia) - gravação (3, 6)
- The Stellar House (Venice, Los Angeles, Califórnia) - gravação (5)
- Pulse Studios (Los Angeles, Califórnia) - gravação (7)
- Windmark Studios (Los Angeles, Califórnia) - gravação (7)
- BLND Studio (Suécia) - gravação (8), gravação e edição (9)
- Heavy Duty Studios (Burbank, Califórnia) - gravação (11)
- Glendale Boulevard Swamp Studios (Los Angeles, Califórnia) - gravação (11)
- Quarantine 805 (Santa Bárbara, Califórnia) - gravação (11)
- A-House (Estocolmo, Suécia) - gravação (11)

Locais de mixagem e masterização
- Zedd 1 Studio (Los Angeles) - mixagem (1)
- MixStar Studios (Virginia Beach, Virginia) - mixagem (2–6, 8–12, 14, 16, 17)
- Larrabee Studios (North Hollywood, Los Angeles) - mixagem (7)
- The Ninja Beat Club (Estados Unidos) - mixagem (15)
- Oliver Heldens Studio (Holanda) - masterização (18)
- The Mastering Palace (Nova Iorque)

### Vocais
- Katy Perry - vocal principal (todas as faixas), vocal de apoio (2)
- Leah Haywood - vocal de apoio (1)
- Hayley Warner - vocal de apoio (1)
- Gino Barletta - vocal de apoio (1)
- Sasha Sloan - vocal de apoio (2)
- Noonie Bao - vocal de apoio (2)
- Jacob Kasher Hindlin - vocal de apoio (3)
- Michael Pollack - vocais de apoio (3, 6)
- Madison Love - vocais de apoio (3, 6)
- Andrew Goldstein - vocais de apoio (3, 6)
- Jon Bellion - vocal de apoio (4)
- Kamaria Anita Ousley - vocal de apoio (7)
- Charlie Puth - vocais de apoio (10, 15)
- Johan Carlsson - vocal de apoio (10)
- Sophie "Frances" Cooke - vocal de apoio (11)
- Sachi DiSerafino - vocal de gang (11)
- Lila Drew - vocal de gang (11)
- Karissa Reynafarje - vocal de gang (11)
- John DeBold - vocal de gang (11)
- Elvira Anderfjärd - vocal de gang (12)
- Ilya Salmanzadeh - vocal de apoio (14)
- Savan Kotecha - vocal de apoio (14)

### Instrumentos
- Oscar Holter - bateria, baixo, teclado (2)
- Rickard Göransson  guitarra (2)
- Andrew Goldstein - guitarra, bateria, baixo, percussão (3), teclado (3, 6)
- Oscar Görres - bateria, baixo, percussão (3), teclado (3, 6)
- Michael Pollack - baixo synth (3), guitarra (4), piano (6)
- Pierre Luc Rioux - guitarra (tracks 4, 17 (Japan bonus))
- Mikkel S. Eriksen - todos os instrumentos (5)
- Tor Hermansen - todos os instrumentos (5)
- Lincoln Adler - saxofone (7)
- Dave Richards - trompete (7)
- Johan Carlsson - teclado (8, 9), arranjo de cordas (8), Piano Rhodes (10), guitarra (10, 15), guitarra acústica, chocalho, guitarra eléctrica (12), sintetizadores (12, 15), guitarra falada, programação de bateria (15), piano (16)
- Mattias Johansson - violino (8, 16)
- David Bukovinszky - violoncelo (8, 16)
- Mattias Bylund - sintetizador de cordas (8), arranjo de cordas, arranjo de sintetizadores (9), cordas, arranjo de cordas (16)
- Nils-Petter Ankarblom - sintetizador de cordas, arranjo de cordas (8), arranjo de sintetizadore (9)
- Magnus Johansson - trombetas (9)
- Janne Bjerger - trombetas (9)
- Wojtek Goral - saxofone (9)
- Tomas Jonsson - saxofones (9)
- Peter Noos Johansson - trombone, tuba (9)
- Charlie Puth - sintetizadores (10, 15), programação de bateria (15)
- Brad Oberhofer - piano Rhodes, órgão, piano (11)
- John DeBold - programação de bateria, guitarra, guitarra synth, programação de synth, programação de cordas, arranjo (11)
- Elvira Anderfjärd - guitarra elétrica, órgão, baixo, bateria (12)
- John Ryan - guitarra elétrica (12)
- ILYA - arranjo, keys, baixo, bateria, percussão (14)
- Ferras - keys (14)

### Produção
- Katy Perry - produção executiva
- Zedd - produção (1)
- Dreamlab - produção (1)
- Oscar Holter - produção (2)
- Peter Karlsson - produção de vocal (2, 8–10, 12, 14–-16)
- Andrew Goldstein - produção, produção de vocal (3, 6)
- Oscar Görres - produção (3, 6)
- The Monsters & Strangerz - produção, produção de vocal (4)
- Gian Stone - produção de vocal (4, 17)
- Stargate - produção (5)
- Tim Blacksmith - produção executiva (5)
- Danny D - produção executiva (5)
- Josh Abraham - produção (7)
- Oligee - produção (7)
- G Koop - produção adicional (7)
- Johan Carlsson - produção (8–10, 12, 15, 16), produção de vocal (8, 12)
- John Ryan - produção (8, 9)
- Charlie Puth - produção (10, 15)
- John DeBold - produção, produção de vocal (11)
- Svend Lerche - produção de vocal (11)
- Sophie "Frances" Cooke - produção adicional (11)
- Elvira Anderfjärd - co-produção (12)
- ILYA - produção, produção de vocal (14)

### Técnica
- Ryan Shanahan - engenharia, mixagem adicional (1)
- Brian Cruz - assistente de engenharia (1)
- Zedd - mixagem, programação (1)
- Daniel James - programação (1)
- Leah Haywood - programação (1)
- Sam Holland - engenharia (2, 8–10, 12, 14–16)
- Cory Bice - engenharia (2, 8–10, 12, 14–16)
- Jeremy Lertola - engenharia (2, 8–10, 12, 14–16), assistente de engenharia (15)
- Serban Ghenea - mixagem (2–6, 8–12, 14, 16, 17)
- John Hanes - engenharia de mixagem (2–6, 8–12, 14), engenharia de mistura (16, 17)
- Oscar Holter - programação (2)
- Rachael Findlen - engenharia (3, 4, 6, 8, 10, 15, 17)
- Andrew Goldstein - gravação de vocais, programação (3, 6)
- Oscar Görres - programação (3, 6)
- The Monsters & Strangerz - gravação de vocais (4)
- Mikkel S. Eriksen - engenharia, toda programação (5)
- Thomas Warren - engenharia (5)
- Tor Hermansen - toda programação (5)
- Louie Gomez - engenharia (7)
- Blake Harden - engenharia (7)
- CJ Mixed It - engenharia (7)
- Darth "Denver" Moon - engenharia (7)
- Manny Marroquin - mixagem (7)
- Chris Galland - engenharia de mistura (7)
- Robin Florent - assistente de engenharia (7)
- Scott Desmarais - assistente de engenharia (7)
- Johan Carlsson - programação (8–10, 12, 16)
- Mattias Bylund -gravação de cordas & edição (7, 9)
- Charlie Puth - programação (10)
- John DeBold - engenharia (11)
- Elvira Anderfjärd - programação (12)
- ILYA - programaçã (14)
- Phil Tan - mixagem (15)
- Bill Zimmerman - engenharia (15)
- Peter Karlsson - edição de vocal (15)
- Dave Kutch - engenharia de masterização (15), masterização (todas as faixas)
- Rami - programação (16)
- Oliver Heldens - masterização (18)

### Arte
- Nicole Frantz - direção de arte
- Christine Hahn - fotografia
- Nick Steinhardt - designer

## Desempenho comercial
Nos Estados Unidos, Smile estreou na posição de número 5 na tabela Billboard 200, vendendo 50.000 unidades equivalente ao álbum (incluindo 35.000 em vendas), fazendo deste o quinto álbum de Perry top 10 no país. Também acumulou um total de 19 milhões de streams sob demanda nos EUA, para todas as faixas, na semana terminada em 12 de setembro de 2020. Smile também estreou na quinta posição no Canadá (Canadian Albums Chart) e no Reino Unido (UK Albums Chart), vendendo 8.579 unidades neste último.
Na Irlanda, o álbum estreou na nona posição na Irish Albums Chart, dando para Perry seu quinto álbum top 10 consecutivo no país. Smile estreou na segunda posição da tabela da Austrália (ARIA Albums Charts), sendo barrada pelo álbum ao vivo do Metallica, S&M2. Na Nova Zelândia, o álbum estreou na quarta posição na NZ Top 40 Albums Chart, enquanto que no Oricon Albums Chart do Japão, o álbum estreou na posição de número 39. Na Alemanha, Smile estreou na posição número 14, sendo este o primeiro álbum da cantora a não estrear dentro das dez primeiras posições.

### Tabelas semanais
| Tabela musical (2020)               | Melhor posição |
| ----------------------------------- | -------------- |
| Alemanha (Offizielle Top 100)       | 14             |
| Argentina (CAPIF)                   | 6              |
| Austrália (ARIA)                    | 2              |
| Áustria (Ö3 Austria Top 40)         | 8              |
| Bélgica (Ultratop de Flandres)      | 7              |
| Bélgica (Ultratop da Valônia)       | 5              |
| Canadá (Billboard)                  | 5              |
| Chéquia (ČNS IFPI)                  | 35             |
| Escócia (OCC)                       | 3              |
| Espanha (PROMUSICAE)                | 5              |
| Estados Unidos (Billboard 200)      | 5              |
| Finlândia (Suomen virallinen lista) | 18             |
| França (SNEP)                       | 17             |
| Hungria (MAHASZ)                    | 23             |
| Irlanda (IRMA)                      | 9              |
| Itália (FIMI)                       | 10             |
| Japão (Billboard Japan)             | 32             |
| Japão (Oricon)                      | 39             |
| Noruega (VG-lista)                  | 25             |
| Nova Zelândia (RMNZ)                | 4              |
| Países Baixos (MegaCharts)          | 13             |
| Polônia (ZPAV)                      | 24             |
| Portugal (AFP)                      | 3              |
| Reino Unido (OCC)                   | 5              |
| Suécia (Sverigetopplistan)          | 58             |
| Suíça (Schweizer Hitparade)         | 8              |
| Uruguai (CUDISCO)                   | 10             |

## Históricos de lançamentos
| Região         | Data                 | Formato(s)                          | Versão           | Gravadora             | Ref.          |
| -------------- | -------------------- | ----------------------------------- | ---------------- | --------------------- | ------------- |
| Várias         | 28 de agosto de 2020 | CD Download digital streaming vinil | Padrão           | Capitol               | [ 25 ]        |
| Várias         | 28 de agosto de 2020 | CD                                  | Edição de fã     | Capitol               | [ 90 ]        |
| Estados Unidos | 28 de agosto de 2020 | CD                                  | Edição da Target | Capitol               | [ 91 ] [ 51 ] |
| Japão          | 28 de agosto de 2020 | CD                                  | Edição japonesa  | Universal Music Japan | [ 92 ] [ 93 ] |